# Armistice (film)
Pour les articles homonymes, voir Armistice.
Pour plus de détails, voir Fiche technique et Distribution.

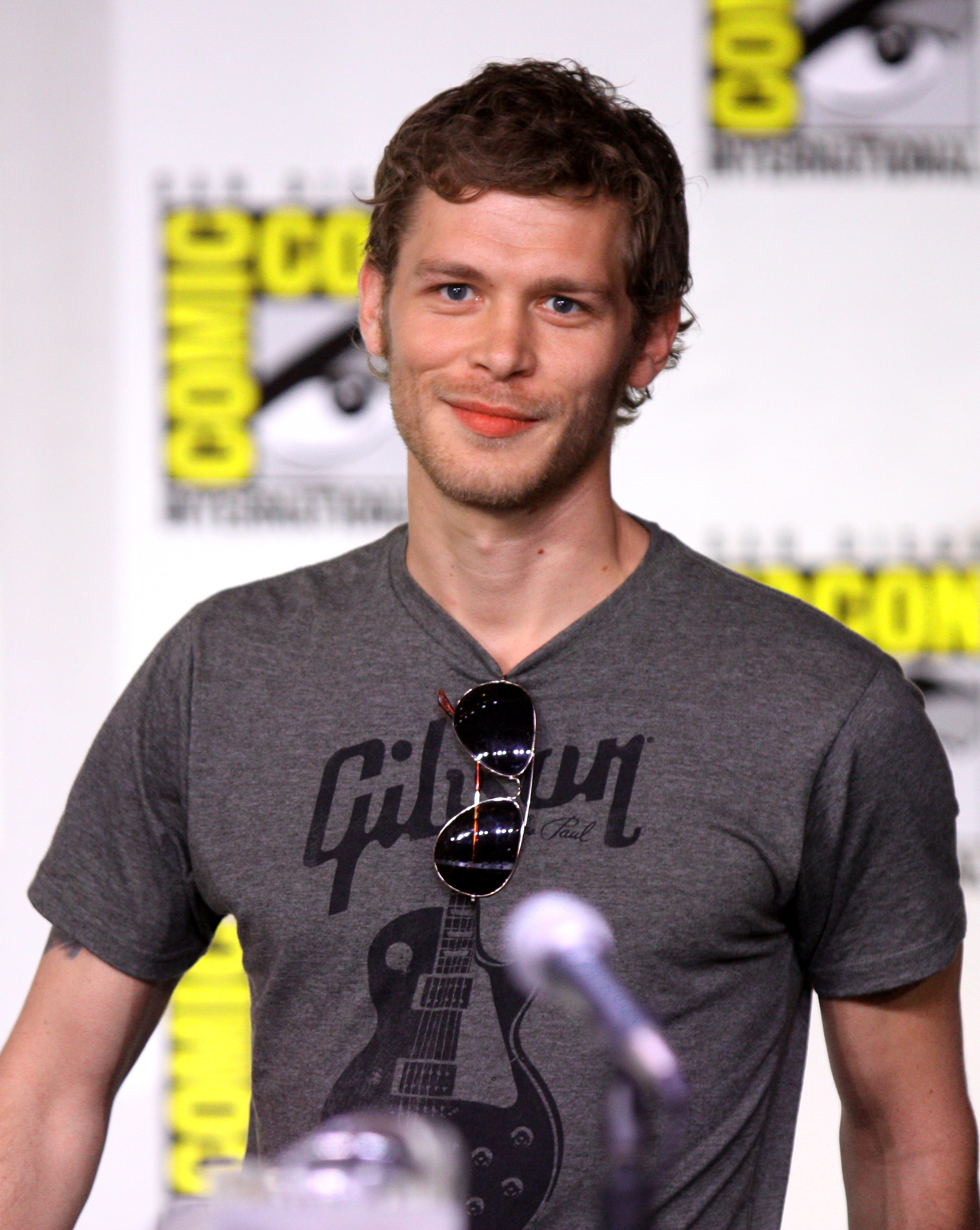

Armistice est un film américain réalisé par Luke Massey, sorti en 2014.

## Synopsis
Un marin se réveille dans un lieu inconnu. Il se retrouve emprisonné et forcé d’affronter des adversaires inhumains, encore et encore, jusqu’à ce que mort s’ensuive…

## Fiche technique
- Titre original : Armistice
- Titre français : Armistice
- Réalisation : Luke Massey
- Scénario : Benjamin Read et Luke Massey
- Costumes : Lindsey Archer
- Musique : Jonathan Fletcher
- Production : Billy Budd, Leon Davies, Luke Massey et Benjamin Read
- Pays d'origine :  États-Unis
- Genre : Horreur
- Dates de sortie :
  - Belgique : 29 octobre 2013 au Razor Reel Fantastic Film Festival de Bruges
  - États-Unis : 7 janvier 2014 sur internet
  - États-Unis : 31 janvier 2014

## Distribution
- Joseph Morgan : A.J. Budd
- Matt Ryan : Edward Sterling
- William Troughton : The Fallen (ceux qui sont morts à la guerre)

## Développement
Dans un premier temps le film fut nommé Warhouse mais il a récemment[Quoi ?] été changé par Armistice d'après les informations de Joseph Morgan l'acteur principal du film[réf. nécessaire].